# Lo Campero
Lo Campero es un barrio de Cartagena, dentro de la diputación de La Palma en la comunidad autónoma de la Región de Murcia en España. Comprende una zona rural donde persisten varias casas dispersas con tierras destinadas a la agricultura. En 2012 contaba con 42 habitantes.
En esta zona se puede apreciar la cultura cartagenera por la presencia de un aljibe y un molino de viento, además de numerosas plantaciones de olivos y garroferos, así como también de almendros y cítricos. Esta zona empezó a ser habitada hace unos 200 años por familias dedicadas a la ganadería y a la agricultura, que se instalaron junto con sus oficios.